# Кедровый (посёлок городского типа)
Кедро́вый (ранее Красноярск-66) — посёлок городского типа в Красноярском крае России. Образует самостоятельное городской округ посёлок Кедровый. В рамках административно-территориального устройства является пгт в составе Емельяновского района края.

## География
Расположен в 50 км от Красноярска, к северу от посёлка Памяти 13 Борцов Емельяновского района.

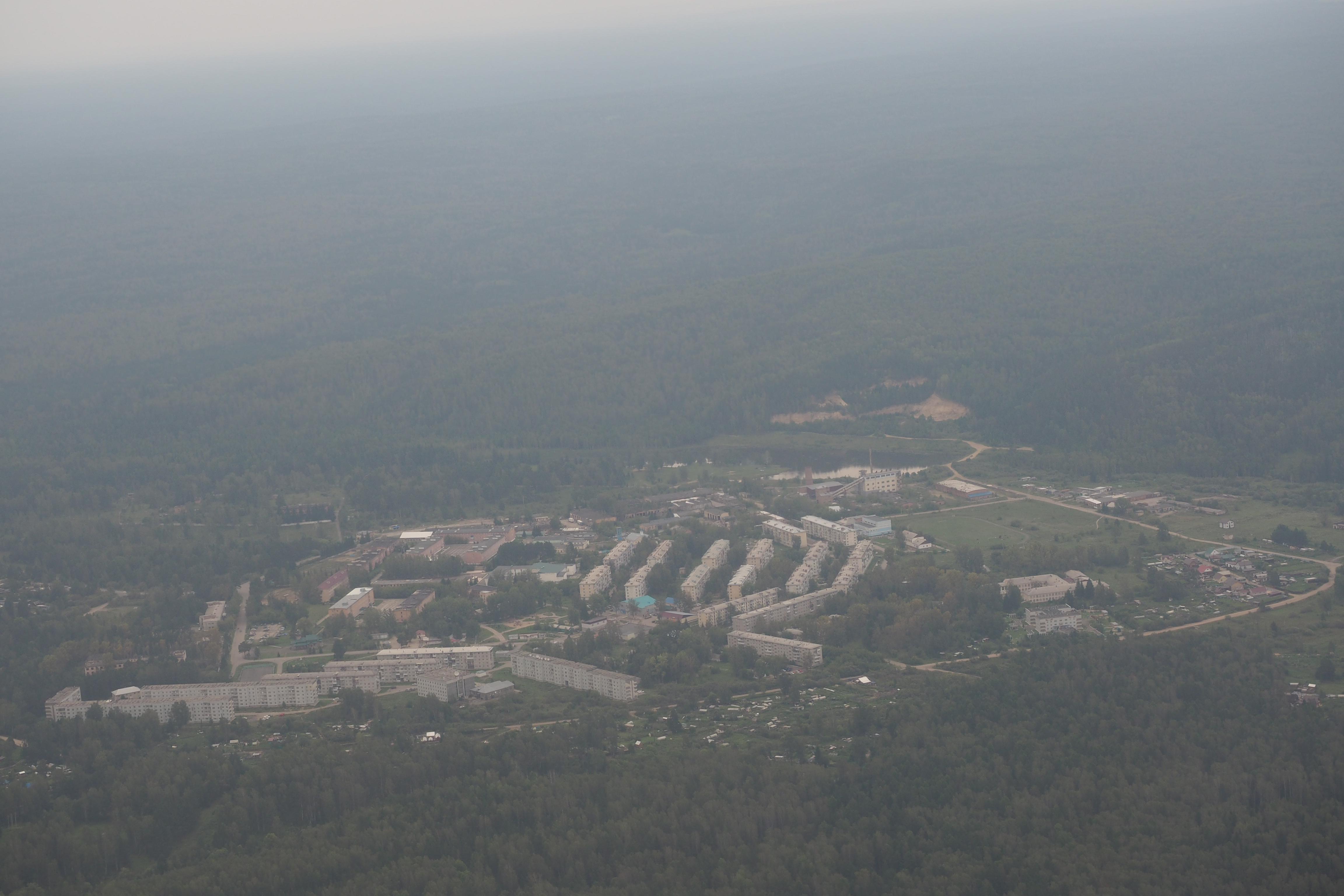
Вид на посёлок Кедровый

## История
Создавался как военный городок для дислокации 36 гвардейской Венской Краснознамённой ракетной дивизии, ныне снятой с боевого дежурства.
До 2007 года имел статус ЗАТО.
В соответствии с указом президента России, подписанным 3 августа 2006 года, посёлок Кедровый был лишён статуса ЗАТО с 1 января 2007 года.

## Население
| 2002  | 2009  | 2010  | 2012  | 2013  | 2014  | 2015  |
| ----- | ----- | ----- | ----- | ----- | ----- | ----- |
| 5223  | ↘4591 | ↗4692 | ↗4787 | ↗5096 | ↗5317 | ↗5370 |
| 2016  | 2017  | 2018  | 2019  | 2020  | 2021  |       |
| ↗5477 | ↗5524 | ↘5450 | ↘5298 | ↘5247 | ↘3835 |       |

## Местное самоуправление
Глава посёлка Кедровый
- Дюбин Валентин Иванович — с 21 апреля 2021 года[19]

Совет депутатов
Дата формирования: 19.09.2019. Срок полномочий: 4 года
Председатель Совета депутатов, депутаты
- Боргояков Александр Геннадьевич — председатель.
- Акопская Н. М.,
- Бабич Н. Г.,
- Васильев А. П.
- Ведерников А. А.,
- Голубкова С. В.,
- Лесюк Е. Я.,
- Первых Е. Г.,
- Третьякова Л. Г.,
- Шадчин Г. А.[20]